# 경주 남산 칠불암 마애불상군
경주 남산 칠불암 마애불상군(慶州 南山 七佛庵 磨崖佛像群)은 대한민국 경상북도 경주시 남산 칠불암에 있는 남북국 시대 신라의 마애불상군이다. 2009년 9월 2일 대한민국의 국보 제312호로 지정되었다.

## 개요
화강암 암벽에 삼존불상이 있고 그 앞 바위에 사방불이 있다. 삼존불은 모두 당당한 체구와 높은 조각법을 보이고 있어 석굴암과 비슷한 시기인 8세기의 작품으로 볼 수 있다. 칠불암 마애불상군은 경주 남산에 있는 수많은 불상 중에서 대표적인 마애불상군이다. 넓은 면의 암벽에 항마촉지인(降魔觸地印)의 본존과 입상의 두 협시보살상을 높은 부조로 표현하였고, 그 앞쪽 사면석주의 각 면에는 비슷한 크기의 불좌상을 부조하여 모두 일곱 구(軀)로 구성되어 있다.

## 삼존불상
삼존불은 본존불을 가운데 두고 양쪽에 협시보살을 두었다. 높이 5미터, 너비 8미터쯤 되는 바위의 동쪽 면에 고부조로 새겨져 있다. 본존불은 항마촉지인을 하고 있는 좌상이며 양쪽 협시보살은 본존을 향해 서 있다. 본존불은 수인이 항마촉지인인데 8세기 들어 유행하는 항마촉지인의 초기적 양식을 대표하는 중요한 작품이다.
협시 보살상의 감각적인 착의형식과 자연스러운 삼굴(三屈) 자세는 8세기 초에 국제적으로 유행하던 양식적 특징을 잘 반영하고 있다. 특히 삼존상은 절제된 얼굴표정, 적합한 신체 비례와 탄력 넘치는 양감, 그리고 유려한 선 등에서 통일신라시대 전성기의 웅장하고 아름다운 조각 기술과 예술적 감각, 그리고 종교적인 숭고미를 유감없이 보여준다.

## 사방불
네모진 기둥 모양의 돌 네 면에 불상이 조각되어 있는데 모두 연꽃 대좌 위에 보주 모양 두광을 갖추고 가부좌를 튼 좌상이다. 이 형상은 각 방위를 주재하고 있는데, 이곳의 사방불은 이후 전개될 석탑 사방불의 조형이 된다는 점에서도 매우 큰 조각사적 의의가 있다.

## 사진

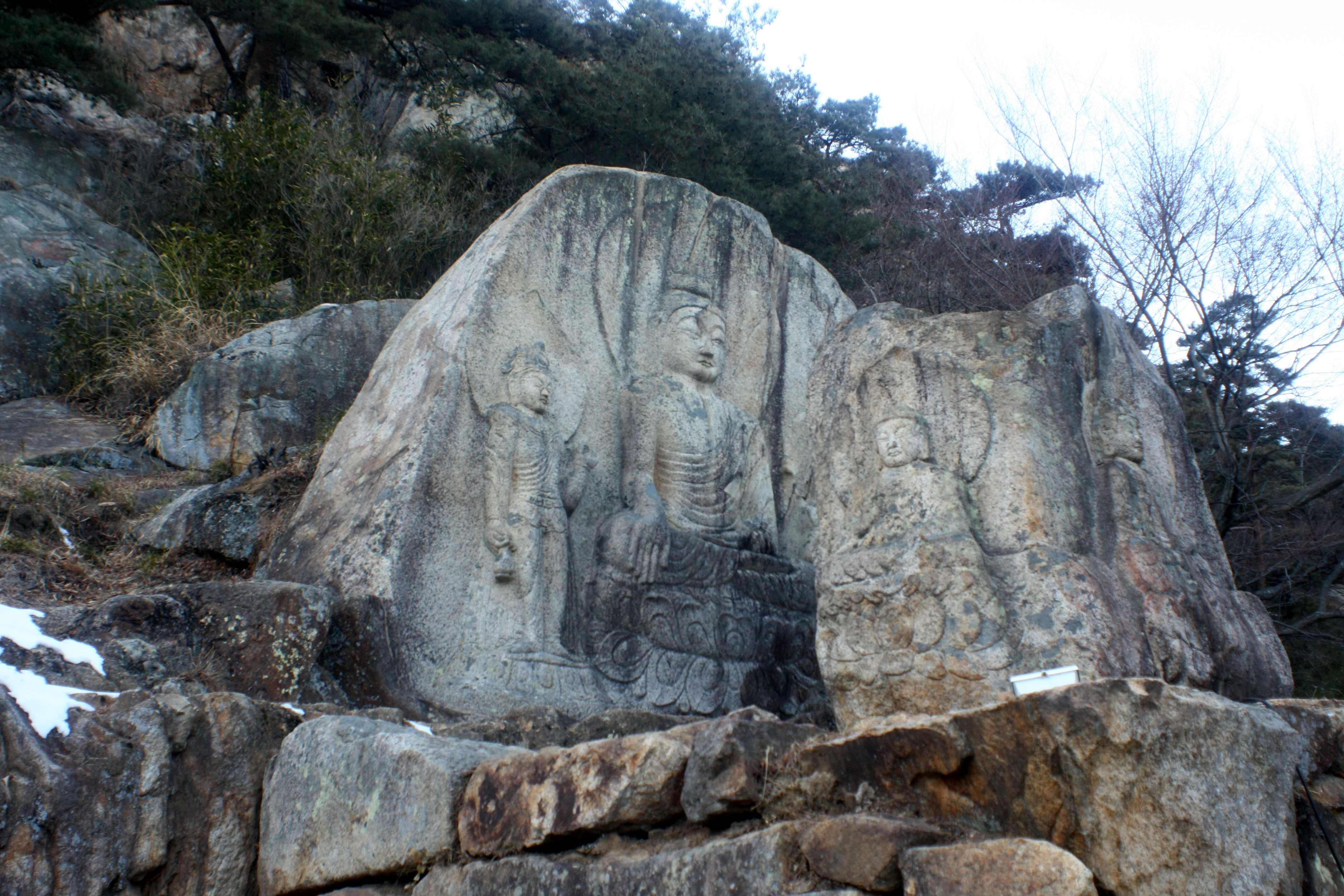
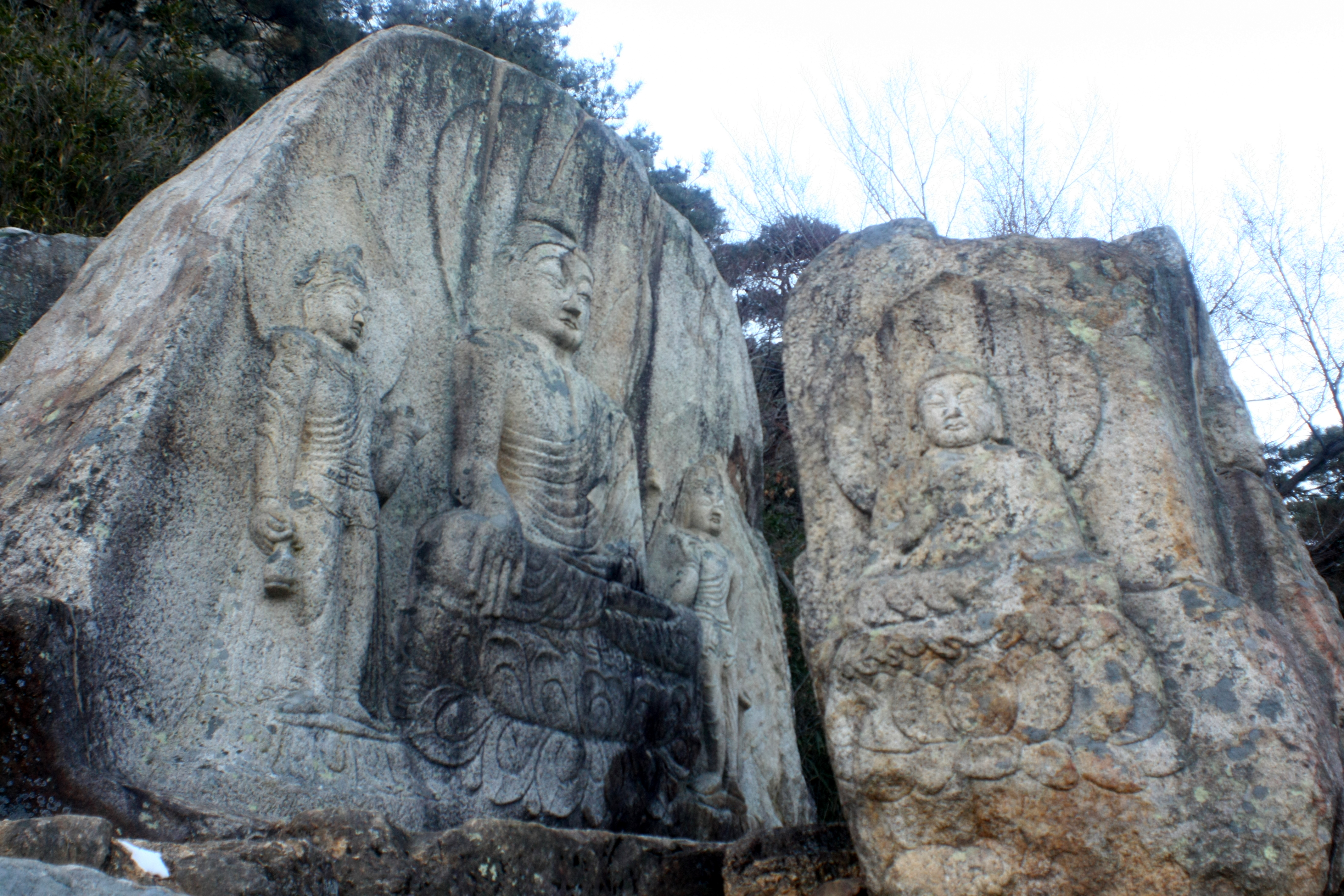
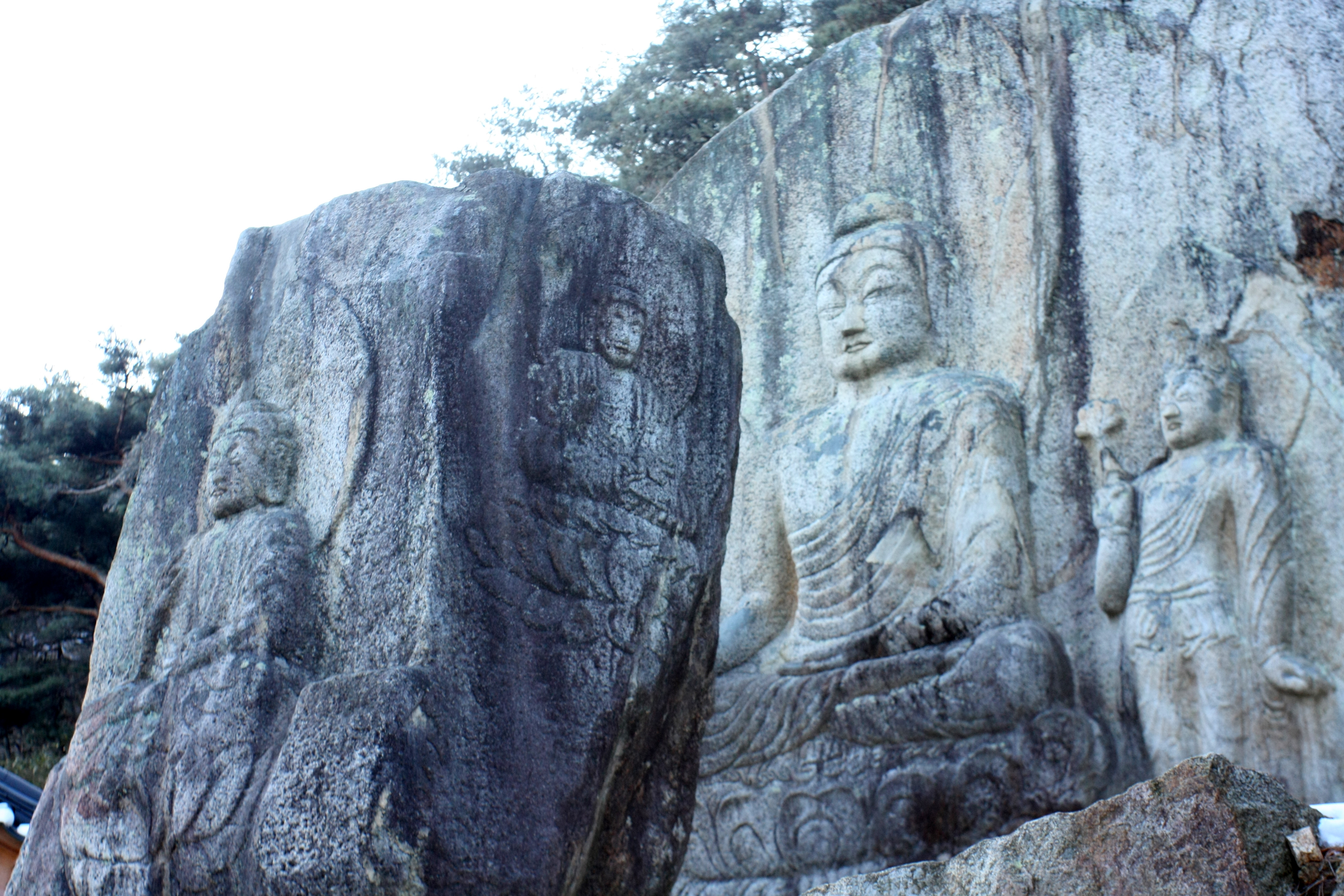
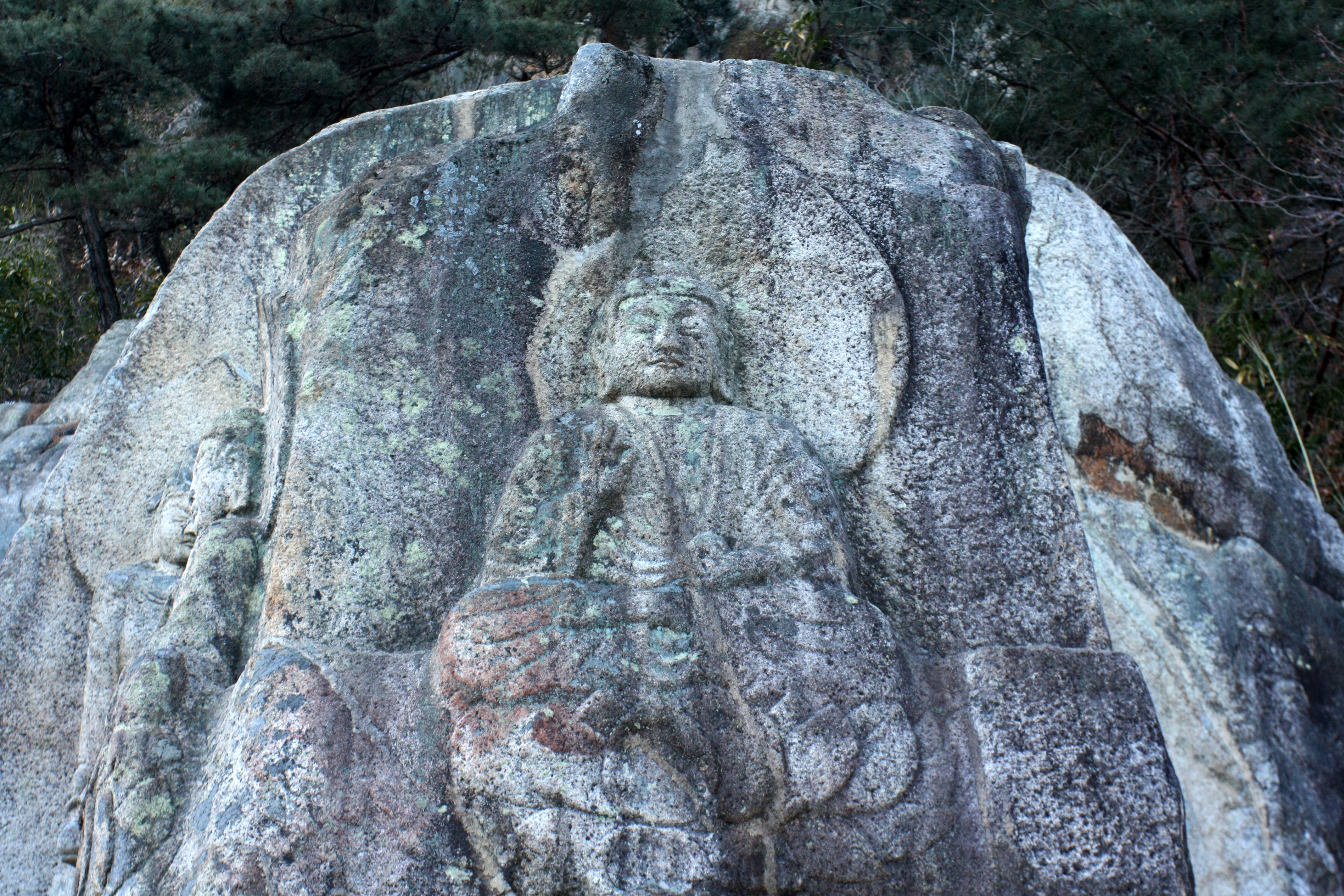
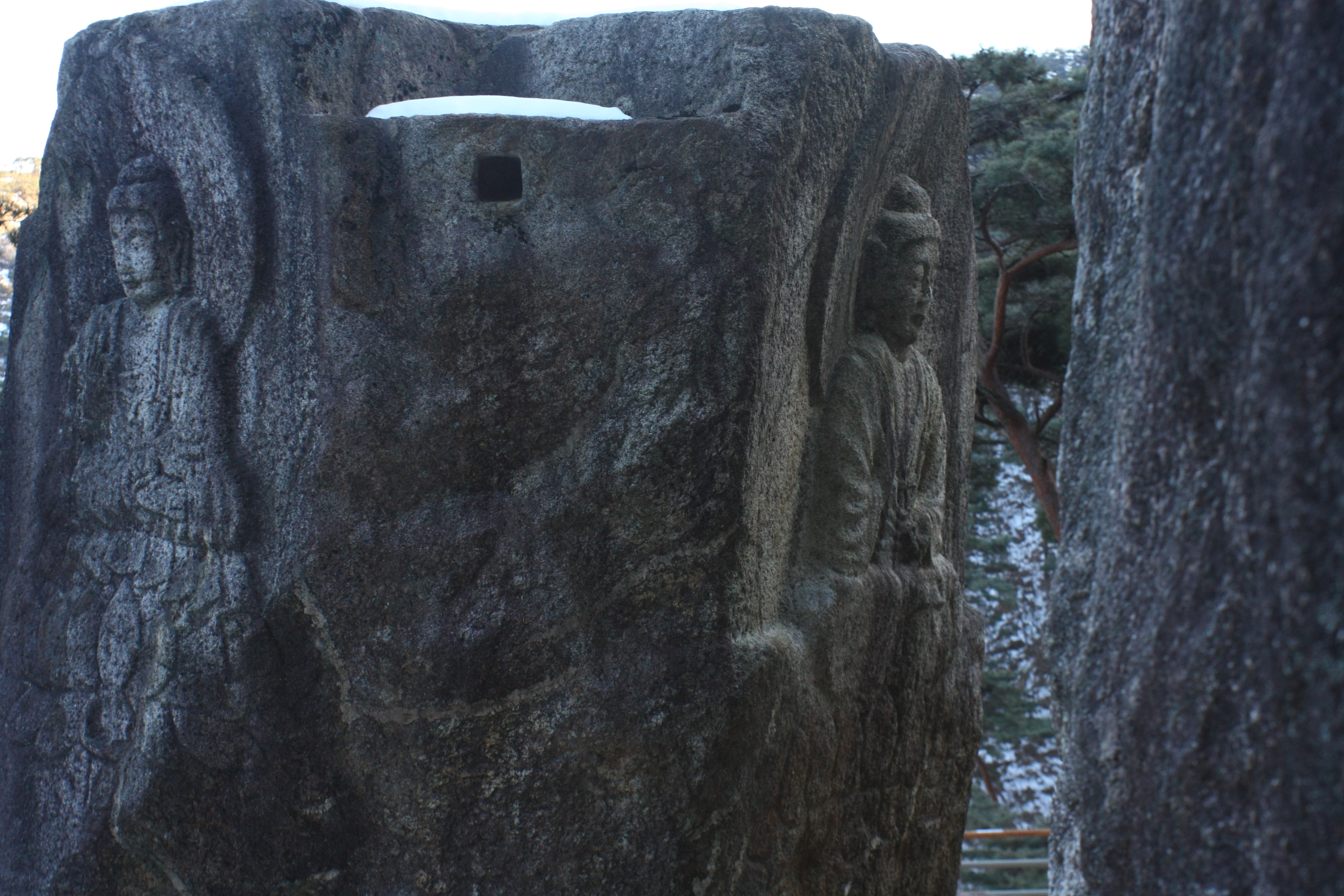
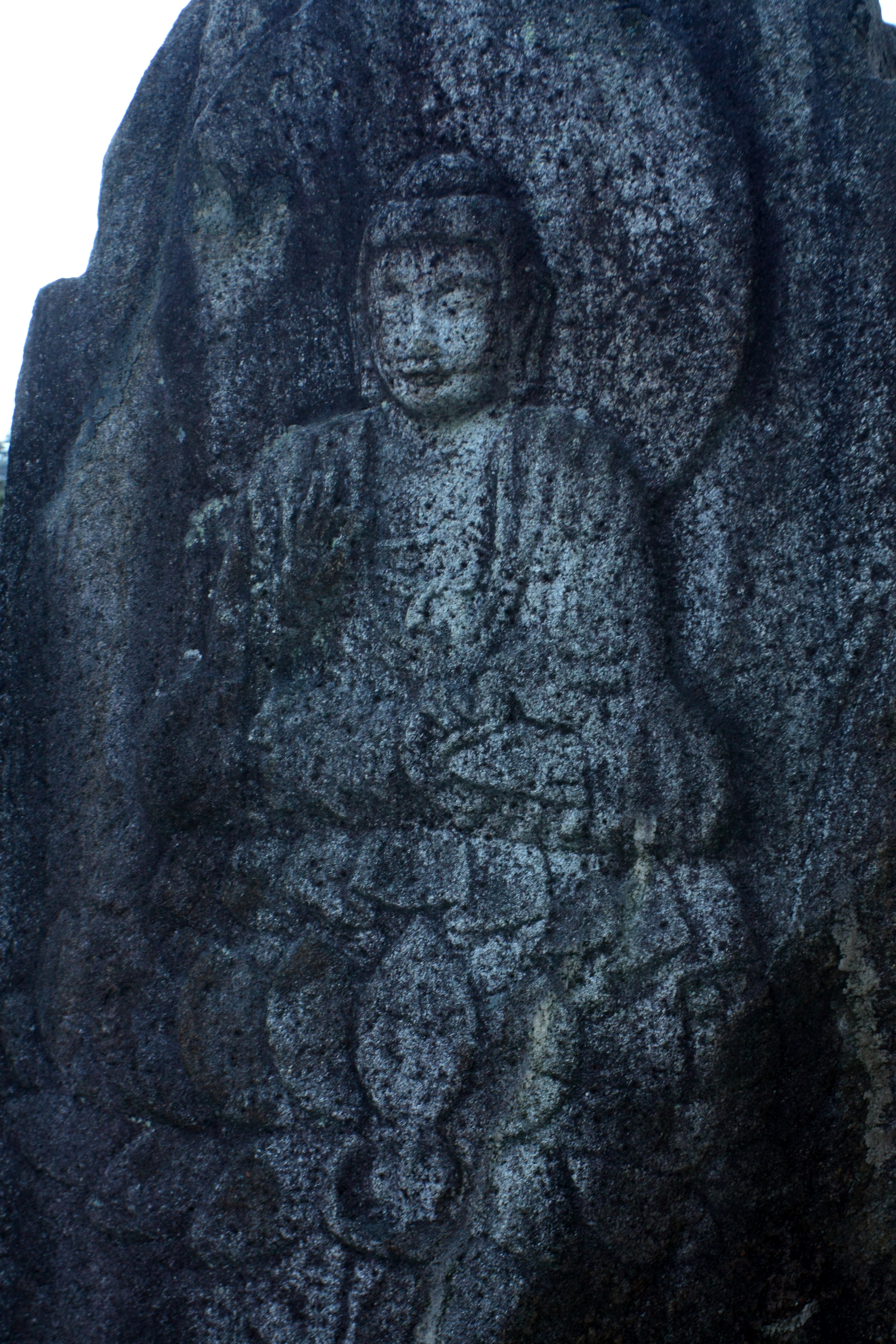
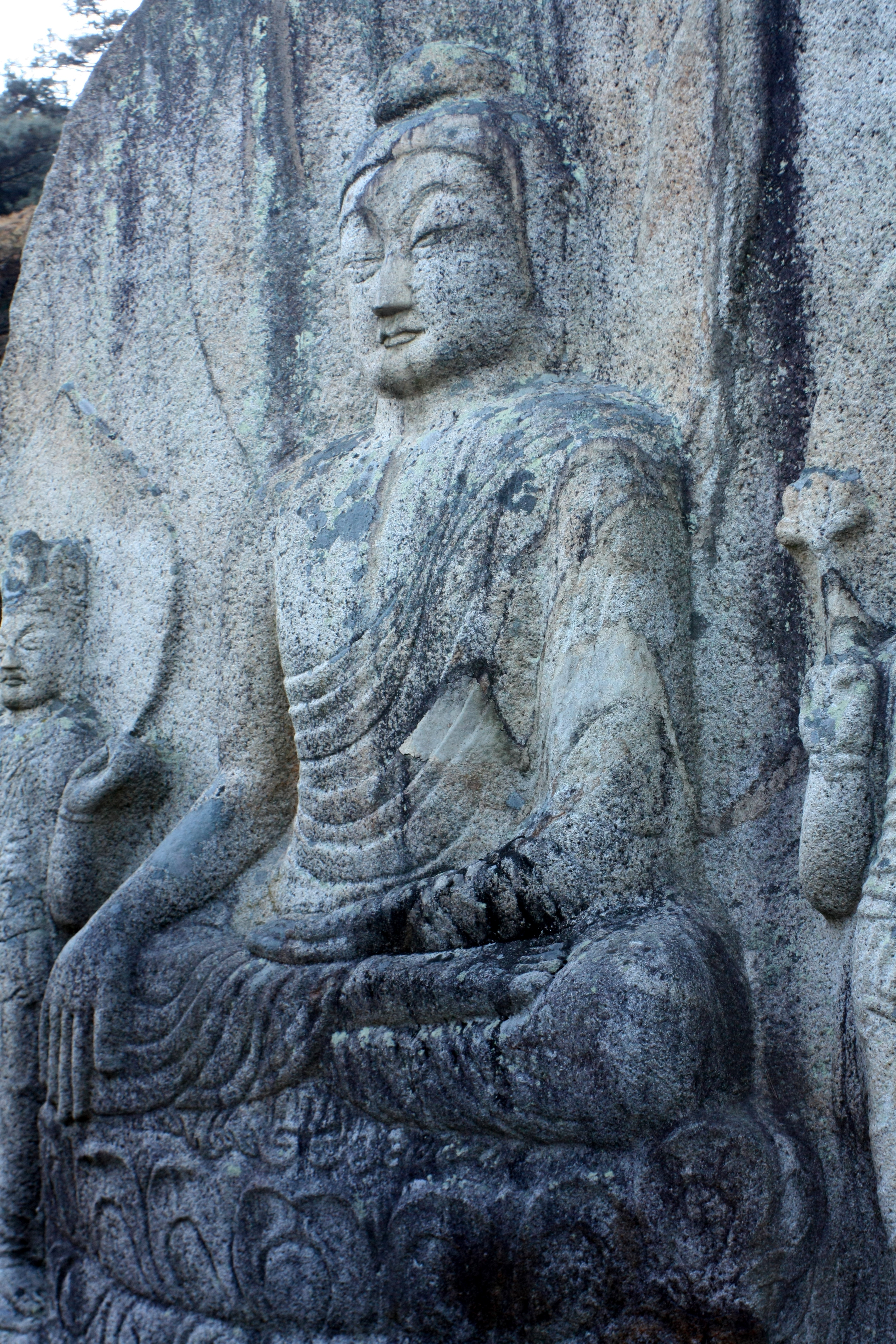

## 같이 보기
- 경주 남산 신선암 마애보살반가상
- 경주시의 지질
- 한국의 화강암

## 참고 자료
- 경주 남산 칠불암 마애불상군 - 국가유산청 국가유산포털
- 2009 국보·보물 지정 보고서, 문화재청 유형문화재과, 16-19쪽, 2010년 8월